# Peter Taylor (roddare)
Peter Taylor, född den 3 januari 1984 i Lower Hutt i Nya Zeeland, är en nyzeeländsk roddare.
Han tog OS-brons i lättvikts-dubbelsculler i samband med de olympiska roddtävlingarna 2012 i London.